# Zeno.org
Zeno.org [ˈtsenodɔt ˈɔʀg] ist eine deutschsprachige Volltextbibliothek. Sie wurde 2007 von der Zenodot Verlagsgesellschaft mbH (einer Schwestergesellschaft der Directmedia Publishing) gegründet.
Die gemeinsam durchsuchbaren Inhalte basieren auf den CDs und DVDs der Reihe Digitale Bibliothek, Bildern des „Yorck Project“ sowie der deutschsprachigen Wikipedia. Die Textfassungen von Zeno.org sind mit Quellenangaben, Seitenzahlen der Vorlage und einem Permalink versehen, in einzelnen Fällen sind auch Scans der Vorlage verfügbar. Um Texte zu beschreiben, wird Zeno-XML, ein auf XML basierendes Format, verwendet.
Das Informationsportal wurde am 30. September 2007 eröffnet. Da sich die finanziellen Erwartungen der Betreiber nicht erfüllt hatten, wurde das Projekt am 10. November 2008 zum Kauf angeboten. Nachdem Ende 2008 die Unternehmen Directmedia Publishing und die Zenodot Verlagsgesellschaft mbH verkauft worden waren, wurde Zeno.org zunächst von der Editura Gesellschaft für Verlagsdienstleistungen mbH betrieben und später an die Contumax GmbH & Co. KG übertragen. Beide Firmen haben ihren Sitz in Berlin.
Am 2. Dezember 2009 wurde bekanntgegeben, dass der Forschungsverbund TextGrid die Texte der Onlinebibliothek Zeno.org erworben hatte. Inzwischen stehen die Texte auf TextGrid – frei von Werbeeinblendungen – zur Online-Lektüre und zum Download unter einer Creative-Commons-Lizenz zur Verfügung.